# Eumusonia livida
Eumusonia livida är en bönsyrseart som beskrevs av Jean Guillaume Audinet Serville 1839. Eumusonia livida ingår i släktet Eumusonia och familjen Thespidae. Inga underarter finns listade i Catalogue of Life.